# GAZ-M1
O GAZ-M1 ( “Эмка‘/’Emka”) foium automóvel de passageiro produzido pela montadora  Soviética  GAZ entre 1936 e 1943, em sua fábrica em Gorky hoje chamada de Nizhny Novgorod, Rússia.
A linha de produção em 1941, mas a fábrica conseguiu continuar montando carros a partir de seu estoque existente e de peças e componentes sobressalentes 1943. O GAZ-M1 teve o total de 62.888 unidades produzidas.
Boa parte de sua produção coincidiu com a guerra da Frente Oriental (Segunda Guerra Mundial), e muitos, como eram comumente chamados de Emkas e eram usados pelo exército soviético como veiculo oficial de oficiais de exercito. Várias versões especiais foram produzidas para fins bélicos, como por exemplo, os modelos GAZ M-FAI e GAZ BA-20 que eram blindados.
O GAZ-M1 tornou-se um ícone na Rússia, tendo sido relativamente popular, e apresentado em filmes e fotográficas no período da União Soviética .